# NGC 5610
NGC 5610 (другие обозначения — UGC 9230, MCG 4-34-25, ZWG 133.49, IRAS14221+2450, PGC 51450) — галактика в созвездии Волопас.
Этот объект входит в число перечисленных в оригинальной редакции «Нового общего каталога».